# Shonisaurus
Shonisaurus („šošonský ještěr“) byl rod obřího ichtyosaura (druhohorního mořského plaza). První fosilie tohoto obřího tvora byly objeveny na území Nevady (USA) v roce 1920. O třicet let později byly vykopány v počtu 37 fosilních jedinců. Rodové jméno bylo odvozeno od názvu nedalekých Šošonských hor. V 50. letech prováděl vykopávky na této lokalitě paleontolog Charles Lewis Camp, který zde ze vzdálenosti 300 kilometrů pozoroval právě probíhající testovací jaderné exploze na lokalitě Nevada Test Site.

## Popis
Tito ryboještěři žili v období svrchního triasu (stupeň nor) a dnes rozlišujeme dva jejich druhy - S. popularis s délkou kolem 15 metrů a obří S. sikkanniensis dosahující délky až 21 nebo dokonce 23 metrů. Odrostlí jedinci těchto obřích mořských plazů se mohli velikostně přibližovat i současným plejtvákovitým velrybám. Tito plazi měli špičatou tlamu se zuby pouze v její přední části. Tělo se podobalo velrybímu a ploutve byly relativně dlouhé a štíhlé. Je pravděpodobné, že Shonisaurus představuje specializovanou vývojovou větev ichtyosaurů.
Šonisauři se pravděpodobně sdružovali v období rozmnožování, jak ukazuje nález z jedné lokality v Nevadě. Tito obří draví ichytosauři byli vrcholovými predátory své doby a pravděpodobně se sdružovali do početných skupin za příležitostí páření a snad i rození mláďat.